# Angelo Furlan
Angelo Furlan (Arzignano, Vicenza, 21 de junio de 1977) es un ciclista italiano.
En su pasado deportivo, cabe recordar la conquista del título en el Europeo de Italia y en las especialidades BMX y 35 éxitos entre las categorías júnior y cadete. Profesional entre 2001 y 2013, consiguió diecisiete éxitos.

## Trayectoria
Dos victorias de etapa en la Vuelta a España 2002 pareció haber comenzado entre los mejores velocistas, pero en sucesivas temporadas ya no es capaz de expresarse en altos niveles debido a un gran número de accidentes y caídas. En 2007, después de varios problemas físicos y con gran tenacidad, se reintegró a los niveles más altos con el equipo francés Crédit Agricole donde estuvo 2 temporadas.
En 2009 pasó al Lampre-NGC logrando victorias importantes como una etapa del Critérium de Dauphiné y otra en el Tour de Polonia. Continuó en el equipo en 2010 pero no logró victorias, siendo el 2º lugar en la París-Tours su mejor resultado.
En 2011 no renovó contrato con el Lampre y estuvo sin equipo hasta marzo, en que fichó por el equipo Continental de Dinamarca Christina Watches-Onfone. 

## Palmarés
| 2000 - La Popolarissima 2001 - 1 etapa del Tour de Polonia - 2 etapas de la Vuelta a Serbia 2002 - 2 etapas de la Vuelta a España 2004 - Coppa Bernocchi 2007 - 1 etapa de la Estrella de Bessèges - 1 etapa del Circuito de la Sarthe 2008 - 1 etapa de la Estrella de Bessèges - 1 etapa de la Vuelta al Distrito de Santarém - 1 etapa del Tour de Polonia | 2009 - 1 etapa de la Dauphiné Libéré - 1 etapa del Tour de Polonia 2011 - G. P. Tallin-Tartu - 3 etapas de la Vuelta a Serbia 2012 - Tour de Fyen 2013 - 1 etapa del Tour de Estonia |

## Resultados en Grandes Vueltas
| Carrera | Carrera         | 2001 | 2002  | 2003  | 2004  | 2005 | 2006 | 2007  | 2008 | 2009 | 2010  | 2011 | 2012 | 2013 |
| ------- | --------------- | ---- | ----- | ----- | ----- | ---- | ---- | ----- | ---- | ---- | ----- | ---- | ---- | ---- |
|         | Giro de Italia  | —    | 128.º | F. c. | 127.º | —    | —    | 116.º | —    | —    | —     | —    | —    | —    |
|         | Tour de Francia | —    | —     | Ab.   | —     | Ab.  | —    | —     | —    | Ab.  | —     | —    | —    | —    |
|         | Vuelta a España | —    | 121.º | 150.º | Ab.   | Ab.  | —    | Ab.   | —    | —    | 136.º | —    | —    | —    |

―: no participa
Ab.: abandono
F. c.: fuera de control

## Equipos
- Alessio (2001-2004)
- Domina Vacanze (2005)
- Colombia-Selle Italia (2006)
- Crédit Agricole (2007-2008)
- Lampre (2009-2010)
  - Lampre-NGC (2009)
  - Lampre-Farnese Vini (2010)
- Christina Watches-Onfone (2011-2013)